# 高斌
高斌（1683年—1755年），字右文，號東軒，先祖原為内务府鑲黃旗汉姓包衣（属内务府镶黄旗汉姓满洲旗人），後入滿洲鑲黃旗，玉牒內改書高佳氏，清高宗慧贤皇贵妃的父亲。清朝大臣，清朝吏部尚書、河道總督、文淵閣大學士，為清朝的治河名臣。通易学、理学，有诗、书作品存世。侄子文华殿大学士高晉。

## 生平
世居辽阳。本為內務府镶黄旗包衣，曾任内务府镶黄旗包衣第四参领第一旗鼓佐领（据《钦定八旗通志》），授內務府寝陵总管、掌仪司主事。雍正元年正月，由內務府主事遷員外郎兼佐領；四月，遷廣儲司郎中、护军参领。雍正四年（1726年）以内务府郎中出任苏州织造兼理滸墅關稅務，热河总管（前任董殿邦），后历任广东（雍正六年，未上任）、浙江（雍正六年）、江苏（雍正七年）、河南布政史（雍正九年）。雍正九年九月，任河东副总河。雍正十年（1732年）调任两淮盐运使（两淮盐政）同时署理江宁织造一职（载曾国荃督修光绪版《两淮盐法志：职名表》卷131）。十一年，辦理江南副總河事務，署江南河道總督。雍正十三年（1735年），又任两淮盐政，以兵部右侍郎出任江南河道總督。乾隆二年（1737年），回京入覲，建议開挖碭山毛城鋪引河，開新運口，堵塞舊口，防止黃河水倒灌入京杭運河，受采纳。乾隆五年八月，江南河道總督高斌奏請陛見（载繆荃孫《江蘇省通志稿大事志》）。
乾隆六年（1741年）转任直隸總督（驻保定，继任为镶黄旗满洲那苏图）兼總河印務、兵部右侍郎兼督察院右副都御史，治理永定河，兴修畿輔水利（此前雍正朝由怡贤亲王胤祥总理畿輔水利营田，前后历史详情载潘錫恩《畿輔水利四案》、陈琮《永定河志》、朱其詒《永定河續志》）。乾隆十年（1745年）五月辛卯，接替訥親，擔任清朝吏部尚書，十二月任協辦大學士，入直軍機處，仍管直隸河道總督印務。十一年，充玉牒館副總裁。乾隆十二年（1747年）遷議政大臣，由來保接任吏部尚書，三月拜文淵閣大學士兼兵部尚书，加太子太保，授內大臣。
乾隆十三年（1748年）十二月，再管江南河道總督。十六年，上南巡，暂管江南总督印务。十七年，年七十，受赐御制诗。十八年（1753年），運河決口，寶應、高郵被淹，高斌被革職留任。乾隆十年至二十年，兼任总管内务府大臣、協辦大學士充經筵講官、玉牒館副總裁。乾隆二十年（1755年），高斌在任上去世，追授内务府侍卫內大臣衔，諡號文定。二十二年，乾隆帝南巡，上谕祭于清江浦江南河臣合祠（又称“四公祠”，载李奉翰《南工廟祠祀典》），入祀京师贤良祠。被恩賜墓地，陪葬清東陵（与三夫人合葬于清東陵東南隅之中峪），錢陳群撰墓誌銘。《钦定八旗通志：大臣传八》卷142、《清史稿：列传九十七》卷310有传。長女高佳氏封清高宗乾隆帝之慧賢皇貴妃，独子高恒，侄子文华殿大学士高晉。1763年，两江总督尹继善作悼念长诗《余与高文定公共事南邦最久……依[高]鹾使截句韵奉题》（载尹继善《尹文端公诗集》卷7）。
乾隆帝先后赐诗“賜總河高斌”、“賜總督高斌之任”、“閱河示總督高斌”、“大學士高斌七十壽辰詩”、“故大學士兼江南河道總督高斌”等。乾隆四十四年，与胞侄高晋同入乾隆帝“五督臣”御制怀旧组诗，乾隆帝在御制文中评论道：“高斌存心忠厚，且以理学自居，人颇方正。其办河务，实能体国抒诚，不涉虚伪”（载《钦定八旗通志》卷首）。乾隆二十二年上谕：“[高斌]在本朝河臣中即不能如靳輔，而较齐苏勒、嵇曾筠，朕以为有过之无不及也”（载李奉翰《南工廟祠祀典》）。今淮安市清江浦區內運河旁邊，有一個御碑亭，裡面有乾隆帝賜給河道總督高斌的一塊御制功德石碑，上书“績奏安瀾”。
高斌十岁时，父早逝。少年时跟随母亲读书。康熙四十一年（1702）壬午，19岁时开始学作诗。二十岁时，入侍内务府。供职内廷时，其最初的诗歌唱和者有科举人陈思相（字勷天，號憩庵，云南籍，供職武英殿，仿米芾书法可乱真；奉恩輔國公永璥曾书《憩庵临英光帖后》，内务府唐英 (清朝督陶官)作《陈勷天诗序并小传》）。康熙四十七年（1708）戊子，侍值畅春园；为逝去的原配妻陈佳氏、继妻祁氏作悼亡诗，有“肠断新恩忆旧恩，……几番血泪葬双魂”句。次年（1709），娶再继妻马氏。三十岁之后，“晨夕常诵周程张朱五子之书”。康熙五十九年（1720）庚子，遣祀恒岳（恒山）。
在江南河道總督兼兵部侍郎任上时，乾隆二年出任《江南通志》（1737）纂修协裁并作序；三年，重建清江浦张将军庙。十四年，扩建清江浦风神庙（载李奉翰《南工廟祠祀典》）；十五年（1750年），为迎接乾隆帝南巡，在淮安的官署园林清晏园中修建荷芳书院。雍正十二年（1734），重建扬州安定书院；乾隆二年（1737年）丁巳，作《重建安定书院碑记》。蒋衡书《十三经》册，凡十二年始成，经半在扬州所写，总督高斌费数千金装潢以进，蒋衡受赐国子监学正（载《揚州畫舫錄》卷2）。为进士张伯行的《正谊堂文集》作序，为内务府正白旗汉军唐英的《陶人心语》作序（据高斌序，两人年龄差一岁，长相酷似，常被旁人误认），为自己的易学老师冯廉（字周溪，系明崇祯年间刑部尚书馮英之元孙）撰寫墓志銘；为朱澤澐（號止泉）的《朱子聖學考略》訂定，为其《 朱止泉先生文集》题诗序“止泉先生赞”；为老友翁照（字朗夫，号霁堂）的《赐书堂文集》作序，为沈凤的《沈凡民印谱》（又名《谦斋印谱》）作序（沈凤与袁枚、郑板桥交友，袁枚有诗《谦斋印谱歌》），为镶黄旗满洲顾八代的《敬一堂诗钞》作序（高斌与顾八代之孙顾琮交友，称其名“混同”，因为顾氏家族伊尔根觉罗氏世居混同江畔（今松花江）），为《粤东锡将军太翁遗草》作跋（广州将军锡特库，又席特库，号璞庵，晚年贫困；根据此跋，高斌与锡将军璞庵于乾隆六年（1741）初次相遇于朝廷，两人一见如故，乾隆十八年（1753）璞翁拜访高斌时出示自己的诗草，高斌读后评论璞翁的诗作“节操罕比”、“有德者之言”；镶红旗宗室敦诚曾为忘年交璞翁写过一首长诗，题为《璞翁将军年八十三，卖棺度日，诗以咏之》）。乾隆十八年（1753），进士、画家郑燮（郑板桥）为高斌作《石竹兰图》（又名《三友图》），同年，高斌为郑燮的《板桥先生册印》写序。爲老友圍棋國手程蘭如的《晚香亭弈譜》作序。为乾隆版淮安府《桃源县志》作序并鉴定。在直隶总督任上，持续为保定莲池书院（又名直隶书院，今古莲花池）奏请办学经费。
与姻戚、大学士鄂尔泰、来保、尹继善和友漕运总督、浙江巡抚纳兰常安以及福州將軍、山東巡撫白準泰均有诗歌唱和（白準泰，原係髙麗那姓，賜姓纳喇氏，字健齋，號雪村，内务府正黄旗满洲高丽旗人，乾隆五年至十一年曾任两淮盐政，袁枚作《山東巡撫白公墓誌銘》，其始祖“鼐庸伊，正黄旗包衣管領下人，世居易州地方，國初来歸”，载《八旗滿洲氏族通譜》卷24；乾隆十七年（1752），因事發海淀香山監工，以老病卒；高斌在雍正元年（1723）癸卯的诗歌唱和中，称赞白健齋的诗才为“香山白乐天”（比拟白居易)，无意中说中了其最后的归属地海淀香山）。在两淮盐政任上，与时任扬州府知府、进士尹会一探讨理学。与画家黃鼎、宫廷画师张宗苍师徒交往。与小说家夏敬渠交友（夏敬渠曾入高斌江南河道总督幕府，讲论理学；乾隆六年高斌时任直隶总督时，亲书“金石同坚”匾额赠夏母；高斌卒后，夏敬渠曾亲谒其墓并作悼亡诗“中峪赐地谒高东轩相国墓”；之后，夏敬渠又入高斌之子高恆幕府），除夏敬渠外，曾入高斌幕府的学者还有钱大昕等。书画家程兆熊作纪念高斌的诗集《固斋亭集》（载李斗《揚州畫舫錄》卷十二）。高斌在其组诗“哭亡友三首”中表达了对三位青年时期好友的哀悼：内务府慎刑司笔帖式陈氏苏赫（字德辉，二十年的邻居兼书友，病卒）、内务府正黄旗满洲理藩院侍郎永国（字缵侯，巴岳特氏，汉姓伊氏，工书法，雍正九年辛亥阵亡于和通泊之战，授骑都尉，入祀功臣庙）、内务府慎刑司郎中鲁氏阿麟（号松岩，内务府才子，病卒）。
高佳氏家族一门三代出了五位总管内务府大臣：高斌、其子高恆、侄西寧、侄孙廣興、孙高杞。

## 著作
- 雍正八年（1730年），将“理学五子”的著作及自己的读书体会编成《初学切要》并序（敬信斋精刻本，载恩华《八旗艺文编目》），供子、侄学习。
- 奉敕撰《直隸五道成規》5卷（乾隆八年（1743）直隸總督衙門、工部刻本），系由直隶河道总督主持制定的河工用料的规格和单价。
- 奉敕总校阅四库全书本《御制律吕正义后编》（庄亲王允禄主修；相关四库全书本康熙帝敕撰《御制律吕正义》，质郡王永瑢、礼部尚书德保、礼部侍郎鄒奕孝主修《欽定詩經樂譜全書》）。
- 著《固哉草亭文集》4卷（乾隆24年（1759）刻本）、《固哉草亭集：文集二卷，補遺一卷，詩集四卷》（子高恆乾隆27年（1762）校刻, 友钱陈群、唐英、蒋衡、桐城左廉（又左文廉，字策顽）等序，程嗣立、左廉、鲍皋（子鮑之鍾）等题辞；现藏哈佛大学图书馆）、《固哉草亭诗集》4卷（嘉庆12年刻本）。钱陈群在其序中引用同事鄂尔泰对高斌诗格的评价：“得温柔敦厚之旨”、“高君器度，吾辈不及也”。友镶红旗满洲、浙江巡抚纳兰常安在给高斌的信中评论其诗道：“读其诗，如接其人，温厚和平流溢纸上，所谓仁人之言蔼如”（载纳兰常安《受宜堂駐淮集》）。此《固哉草亭集》曾进呈御览，《钦定八旗通志：艺文志》评其诗“皆根据理义、务切实用之言，不以词华争胜也”（载《钦定八旗通志：艺文志》卷120）。
- 诗歌载沈德潜《 國朝詩别裁集》卷30、伊福纳《白山诗钞》卷5。沈德潜评论道：“东轩相公研穷易理，居己廉静，待人以诚，……诗多说理而不腐，别于白沙定山一派”[4]。

## 家庭

### 先祖
- 始祖高名选，世居辽阳地方，国初来归，原隶内务府镶黄旗包衣（属内务府镶黄旗汉姓满洲旗人），后入隶满洲镶黄旗。“髙名選，鑲黄旗人，世居遼陽地方，國初來歸，原隶包衣，於雍正十三年九月，奉旨貴妃之外戚，著出包衣，入於原隶滿洲旗分，欽此”（据《八旗满洲氏族通谱》卷74）。
- 祖父高登永（又高登庸，字知遇，c.1620s-?），顺治朝初期顺天府昌平州知州、直隸顺广兵備道（载《畿辅通志：职官》卷60），赠光禄大夫。

### 父母、妻
- 父：高衍中（又高言忠，字承一，1654-1692），內務府郎中兼参领佐領，赠光禄大夫，曾任内务府镶黄旗包衣第五参领第三旗鼓佐领（卒于任上，继任镶黄旗满洲阿林，据《钦定八旗通志》；阿林之女陈佳氏原配嫁高衍中二子高斌)，负责监修康熙帝之畅春园。
- 母：李氏（1652-1733），受雍正帝封一品誥命夫人，福建布政使司督粮参政李应昌（家族系奉天望族）的第三女。李家与高家系世交。信佛，深通內典，以高龄游览江南名胜，喜登高，逝于扬州（据高斌《先太夫人李太君家传》）。李氏的母亲（高斌之外祖母），亦信佛。
- 妻：
  - 元配陈佳氏，誥封一品夫人。其父镶黄旗满洲、内务府镶黄旗包衣第五参领第三旗鼓佐领阿麟（又阿林、阿琳）（据《钦定八旗通志》），堂姊陈佳氏封康熙帝之純裕勤太妃（勤妃，即果毅亲王允礼之生母）；据《八旗滿洲氏族通譜》卷74，陈佳氏始祖陳善道，“鑲黄旗人，世居海州地方，國初率族人來歸，原隸包衣，雍正十二年九月奉㫖勤妃母之外戚著出包衣入於本旗。……曾孙阿琳原任雲麾使兼佐領。……”，其子原任蘇常道陳撫遠，孙原任浙江巡撫陳秉直（康熙二年任江苏按察使）。又据《欽定八旗通志》卷3，镶黄旗满洲“第四參領第十六佐領，係雍正十二年将陳鏷合族人等由包衣撥出編一佐領，令陳鏷管理……此佐領原係隨太祖高皇帝来京，於雍正十二年九月奉㫖以純裕勤太妃本氏子孫由包衣撥出，編立世管佐領，着太妃之兄晉觀之子陳鏷管理”。
  - 继妻祁氏，内务府正黄旗汉军、原内务府司库祁士杰之女，誥封一品夫人。据《八旗滿洲氏族通譜》卷77，祁氏始祖“祁天福，正黄旗包衣旗鼓人，世居瀋陽地方，來歸年分無考。其子鶴善原任郎中。……孙祁士傑原任司庫。……曾孫祁進原任佐領”。
  - 再继妻马氏，内务府正白旗汉军、骁骑校马维藩（又馬維范，c.1660s-?）之长女，即乾隆帝慧贤皇贵妃之生母，誥封一品夫人。据《八旗滿洲氏族通譜》卷74，马维藩之祖父、马氏始祖“馬偏額，正白旗包衣人，世居瀋陽地方，來歸年分無考，原任郎中兼佐領。其子桑格原任吏部尚書，費雅逹原任陝西潼關總兵官，馬二格原任佐領。孫馬維品原任副將，薩齊庫原任郎中兼佐領，馬維翰原任佐領，馬維范原任驍騎校。……元孫永泰現任二等侍衛”。其中：
    - 馬偏額（又馬偏俄，c.1600s-?）于順治十三年（1656）、順治十五年至十八年、康熙二年至四年（1665）三任苏州织造（载乾隆版《江南通志：职官志》卷105）。
    - 马桑格（又桑格、桑額 (尚書)，c.1630s-1713），内务府郎中、康熙二年（1663）杭州织造（前任有高斌原配妻陈佳氏家族的陈秉正、陈秉伦，载《浙江通志：织造府》）、二十三年至三十一年总共八年的江宁织造（其前任内务府正白旗汉军曹玺，继任曹寅，据《江南通志：职官志》卷105）、三十一年湖北巡抚、三十四年至四十七年任漕运总督达十三年，四十八年兵部尚书加太子太保、四十九年吏部尚書。
    - 費雅逹（？-1680），銮仪卫整仪尉，迁升陕西总兵，康熙十九年阵亡，赠左都督、太子少保，赐祭葬，諡忠勇，予骑都尉世职，雍正七年入祀昭忠祠，子马维翰袭世职，《钦定八旗通志：大臣传六十四》卷198有传，世职世袭载《钦定八旗通志：正白旗满洲世职》卷283。
    - 費雅逹、桑格、馬二格、薩齊庫、馬維翰先后继任内务府正白旗包衣第五參領第二旗鼓佐領（该佐领系國初編立），且馬二格曾任首任内务府正白旗包衣第五參領第三旗鼓佐領（该佐领系康熙三十四年（1695）編立），馬維翰又任内务府镶黄旗包衣第五㕘领第五旗鼓佐领（据《欽定八旗通志》）。

### 兄妹
- 兄：高述明（字东瞻，c.1671-c.1723）。历任青海西宁游击（c.1705）、湖南副将、陕西兴汉镇总兵、甘肃涼州镇總兵；“两征西藏，孤军出塞数千里，大小百余战”（高斌语），受康熙帝嘉奖，卒于军中，赐御祭，荫一子（高晋）入监。有《积翠轩诗集》（长白高氏家刊本，1739），弟高斌、高钰编，子高晋等校，唐英（字俊公，内务府汉军正白旗人）序，高斌、高晋跋；其1753年重刊本中，文學家袁枚作序并为诗歌加详注。妻朱氏（父内务府正黄旗汉军、內務府员外郎兼佐领朱國善，曾任内务府正黄旗包衣第五參领第三旗鼓佐领，据《钦定八旗通志》）。
- 弟：高鈺（字其相，1691-1750），19岁考选内务府筆帖式，受康熙帝之命在粘竿处（尚虞備用處）行走侍从十三年；雍正朝授乾清门蓝翎侍卫、苏州参将；乾隆朝历任四川川北总兵、山东兖州镇总兵、江南壽春鎮總兵署理江南提督，诰授骠骑将军、荣禄大夫。妻鍾氏（父内务府正黄旗汉军、员外郎鍾國鼎（又桑格）；据《八旗滿洲氏族通譜》卷78，钟氏始祖“鍾成管，正黄旗包衣人，世居遼陽地方，來歸年分無考，原任員外郎”）。其子高謙，高觀，高益，高节。
- 胞妹高氏（长女），嫁內務府鑲黃旗汉军、內務府郎中鄧之琮（又鄧智宗，父內務府郎中鄧廣乾）。邓氏始祖“鄧安明，鑲黄旗包衣旗鼓人，世居瀋陽地方，來歸年分無考，原任驍騎校，其孫鄧廣乾原任郎中”（据《八旗滿洲氏族通譜》卷77）
- 胞妹高氏（次女），嫁内务府正黄旗汉军佐领、总管内务府大臣兼副都统文恪公丁皂保（号鹤亭，1696-1795；其父科举人丁應元，初在御书房效力，后成玄烨（康熙帝）的伴读，累官至内务府郎中，去世后，康熙帝赐京城北清河地块安葬）；丁氏始祖丁崇徳，“正黄旗包衣人，世居遼陽地方”（载《八旗滿洲氏族通譜》卷74）。其：
  - 长子丁松，内务府郎中兼佐领，曾任内务府镶黄旗包衣第五㕘领第四旗鼓佐领、内务府正黄旗包衣第四叅领第二旗鼓佐领（卒于任，前任有尚志舜、父丁皂保），善画；妻孔氏（父衍聖公曲阜孔毓圻）；丁松与镶蓝旗宗室永璥有书画往来，永璥作诗《题丁松写石田诗意》（载永璥《益齋詩稿》）。次子内务府侍卫丁桂。
  - 女丁氏，嫁內務府正白旗满洲索綽絡氏石璘（又阿哈占），其父總管內務府大臣都圖（都圖曾孙乾隆二年（1737年）丁巳恩科进士德保，德保之女索綽絡氏封乾隆帝之瑞貴人）。

### 子女
- 長女：慧贤皇贵妃（1711-1745），清高宗乾隆帝之皇貴妃。
- 次女：高佳氏，嫁镶蓝旗满洲、大学士鄂爾泰二子鄂實为继室（副都统，阵亡于大小和卓之战，授骑都尉又一云骑尉世职；原配妻佟佳氏，鑲黃旗滿洲、理藩院尚書溫僖公補熙之女，曾祖一等公佟國綱）。
- 三女：高佳氏，继配嫁內務府正黃旗漢軍、护军骁骑校韓錦（字静存，号野云）。其女儿韩寂（字譁，号端靜閒人），是内务府正黄旗蒙古诗人法式善的养母（法式善伯父圆明园副库掌和顺之妻），著有《带绿草堂诗集》。韓錦之祖父韓玉仁，原任三等侍衞；曾祖韓定國，“正黄旗包衣人，世居遼陽地方”（据《八旗滿洲氏族通譜》卷77）。
- 四女：高佳氏。
- 獨子：高恒（1717-1768），兩淮鹽政、总管内务府大臣、外戚。因侵吞鹽引被處以死刑，盧見曾因曾長期任兩淮鹽運使，亦牽連入案。妻那拉氏（父鑲黃旗滿洲、光祿寺少卿兼佐領德爾弼；据《八旗滿洲氏族通譜》卷22，其家族始祖“賴都，鑲黄旗人，世居葉赫地方，天聰時来歸，其子常喀原任上駟院大臣，布顔原任佐領。……四世孫徳爾弼現任光禄寺少卿兼佐領。”）。高恆的舊宅邸位于北京宝钞胡同，在乾隆三十四年被改建為乾隆帝第七女固倫和靜公主府（后末期蒙古亲王那彦图居此，俗称那王府）。

### 孫
- 長孫：高樸，高恒之長子，都察院左副都御史、兵部右侍郎，因贪墨遭诛。
- 次孫：高枋，高恒之次子，蓝翎侍衛。
- 三孫：高栻，高恒之三子。
- 四孫：瑪尚阿巴圖魯高杞，高恒之四子，一等輕車都尉，河南与湖南巡抚、陝甘總督、刑部左侍郎兼总管内务府大臣；娶順貴人之姐鈕祜祿氏（父鑲黃旗滿洲、云贵与湖广總督愛必達）。曾孙嘉慶十三年（1808）戊辰科舉人高焯，著有《蓉波詩草》（嘉庆25年刻本）。
- 孙女高佳氏，原配嫁鑲白旗滿洲烏拉納喇氏蘇第察（父兵部、工部尚书誠毅公三和；胞姊納喇氏嫁镶黄旗满洲、一等果毅繼勇公钮祜禄氏豐昇額）。

### 侄
- 侄子：文华殿大学士兼礼部尚书高晉，总兵高述明之四子，历任安徽巡撫、南河總督、兩江總督。
- 侄子：西寧，高述明之三子，江宁、杭州织造、内务府总管大臣。
- 侄子：高诚，湖北按察使、長蘆鹽政。
- 侄女：高佳氏，高述明之長女，嫁正蓝旗汉军、二等侍卫胡照，其父头等侍卫、副都统永慶（家族多位成员出任胤祥怡亲王府正蓝旗包衣佐领；后代有道光三十年庚戌（1850）进士吉惠、光緒二年丙子（1876）恩科進士胡俊章、道光丁未进士增祿、同治癸亥进士守忠（世袭云骑尉）、咸丰丙辰进士守正）。胡氏始祖胡起龍（又添龍），“正藍旗包衣人，世居瀋陽地方，來歸年分無考”（据《八旗滿洲氏族通譜》卷76）。
- 侄女：高佳氏，高述明之次女，嫁内务府正白旗汉军、内务府佐领参领李維屏（又黑達塞），其祖父雍正朝总管内务府大臣李延禧（后代有道光己丑科進士舒貴、光绪丙子恩科进士景瀛）。李氏始祖李成賢，“正白旗包衣人，世居瀋陽地方，來歸年分無考”（据《八旗满洲氏族通谱》卷74）。

### 後代
- 高瑛，1970年出生於北京，2014年移民香港，育有一個孩子。

## 影視形象
- 延禧攻略：蘇茂飾演

## 延伸阅读
[在维基数据编辑]
 《清史稿/卷310》，出自趙爾巽《清史稿》